# Classe Zuihō
A Classe Zuihō (瑞鳳型), também chamada de Classe Shōhō (祥鳳型), foi uma classe de porta-aviões rápidos operados pela Marinha Imperial Japonesa, composta pelo Zuihō e Shōhō. Suas construções começaram em 1934 e 1935 no Arsenal Naval de Yokosuka originalmente como tênderes de submarinos chamados Takasaki e Tsurugizaki. Entretanto, foram projetados para serem facilmente convertidos em porta-aviões rápidos caso necessário. O Tsurugizaki entrou em serviço em 1939, porém pouco depois foi convertido e renomeado Shōhō, sendo comissionado em 1942. O Takasaki, enquanto isso, foi convertido durante a construção e renomeado Zuihō, entrando em serviço em 1941.
Como porta-aviões rápidos, os dois navios da Classe Zuihō podia carregar até trinta aeronaves. Tinham um comprimento de fora a fora de 205 metros, uma boca de dezoito metros, um calado de seis metros e um deslocamento padrão de pouco mais de onze mil toneladas. Seus sistemas de propulsão eram compostos por quatro caldeiras que alimentavam duas turbinas a vapor, que por sua vez giravam duas hélices até uma velocidade máxima de 28 nós (52 quilômetros por hora). Eram armados com uma bateria antiaérea formada por oito canhões 127 e oito canhões 25 milímetros.
O Shōhō foi designado para participar da planejada invasão de Porto Moresby, na Nova Guiné, pouco depois de entrar em serviço, porém foi afundado durante a Batalha do Mar de Coral em maio de 1942 por ataques aéreos estadunidenses. O Zuihō, por sua vez, participou de operações da Campanha de Guadalcanal até o final do ano. A embarcação passou a maior parte de 1943 navegando entre várias bases japonesas, com suas aeronaves muitas vezes desembarcando e atuando a partir de bases terrestres. Esteve presente nas Batalhas do Mar das Filipinas em junho de 1944 e Golfo de Leyte em outubro. Nesta última, atuou como chamariz e foi afundado por ataques aéreos estadunidenses.